# Aeroporto di Orcas Island
L'Aeroporto di Orcas Island è un aeroporto civile situato 1.85 km a nord dall'agglomerato urbano di Eastsound sull'isola di Orcas nella contea di San Juan, Washington, Stati Uniti.
Anche se la maggior parte degli aeroporti negli Stati Uniti utilizza le stesse tre lettere identificatrici sia per il codice FAA sia per il codice IATA, all'aeroporto di Orcas Island è stato assegnato il codice ORS dalla FAA e il codice ESD dalla IATA (la quale assegna il codice ORS all'Orpheus Island Resort Waterport situato in Australia).

## Infrastrutture
L'aeroporto di Orcas Island copre un'area pari a 26 ettari che includono una pista (16/34) di lunghezza 884x18 m (2900x60 piedi). Nel 2005 i passeggeri contati sono stati 61.600 con una media giornaliera di 168: di questi il 69% sono stati di aviazione generale, il 20% air taxi e l'11% di carattere commerciale. Sull'aeroporto stazionano in maniera fissa 75 velivoli: il 96% a propulsore singolo e il 4% a propulsione multipla.